# Belgae

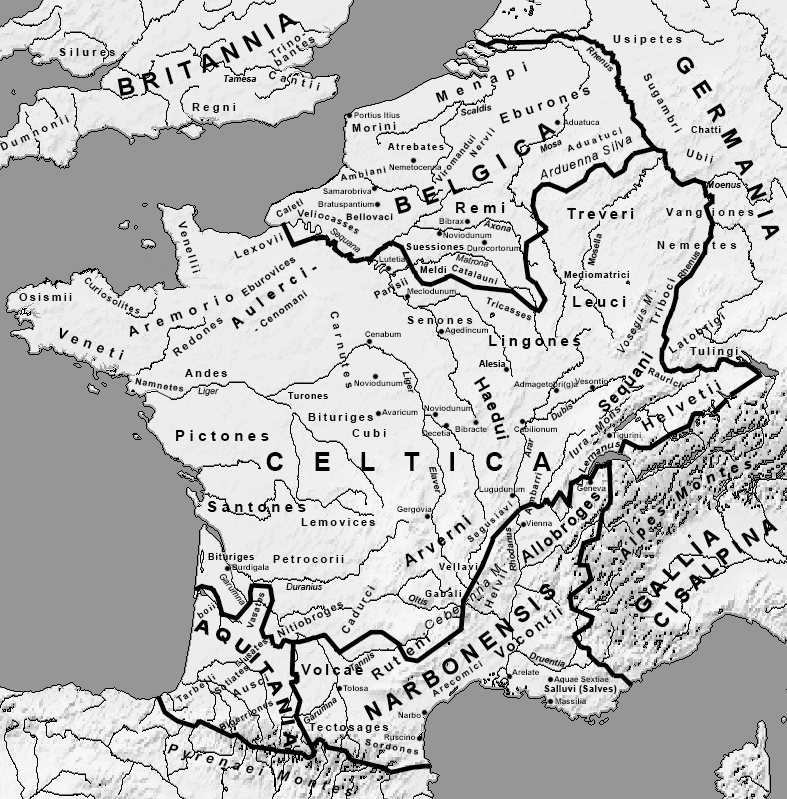
De Romeinse provincie Gallia Belgica rond 395 n.Chr.

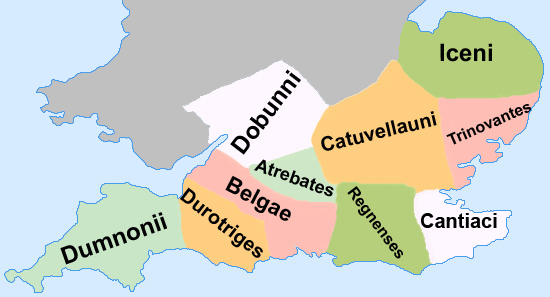
Stammen in de Romeinse provincie Britannia

Belgae is de naam die de Romeinen, in het bijzonder Caesar in zijn boek Commentarii de bello Gallico, in de eerste eeuw voor Christus gaven aan de Keltische en Germaanse bewoners van Gallia Belgica, het gebied tussen de Noordzee, de Rijn, de Seine en de Marne en die ook in het zuiden van Britannia voorkwamen. Deze bewoners uit de Oudheid noemt men ook wel de Oude Belgen.

## Belgae
Het woongebied van de Belgae besloeg het bijna volledige huidige België en delen van Frankrijk, Duitsland,  Luxemburg en Nederland. Een aantal stammen van de Belgae, zoals de Atrebati, Catalauni en Suessiones bewoonden vanaf 80 voor Christus ook zuidelijk Britannia, lang voor dit zo genoemd werd. In verschillende periodes waren hun hoofdplaatsen Venta Belgarum in het huidige Winchester en Colchester.
De Belgae ten zuiden van de Ardennen waren in hoofdzaak van Keltische afkomst, ten noorden van de Ardennen van Germaanse, maar allen hadden ze een (gedeeltelijke) Germaanse afkomst. Ook is er een speculatie omtrent een taal genaamd Oud-Belgisch, die vermoedelijk gesproken werd voordat men op Keltische en Germaanse talen overging.
Julius Caesar schreef dat de Belgae in zijn tijd (op het vasteland) ongeveer 110.000 krijgers telden. Dit zou kunnen betekenen dat men de totale bevolking op zo'n half miljoen mag schatten.
De Belgae waren verdeeld in verschillende stammen. Door deze verdeeldheid slaagde Caesar erin hen te onderwerpen. Dat gebeurde in 57 v.Chr. in deze volgorde:

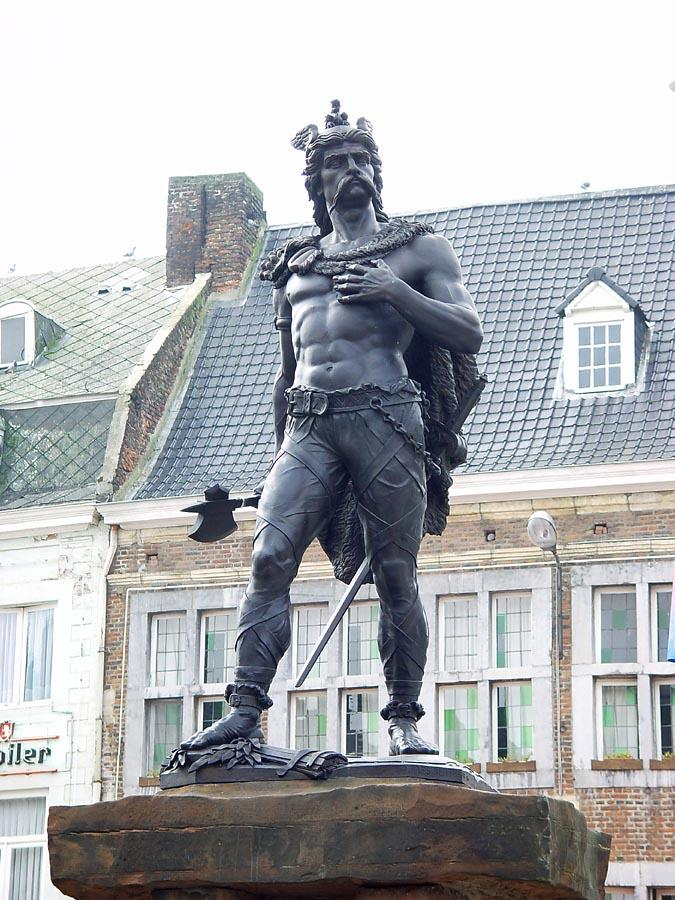
Standbeeld van Ambiorix in Tongeren. Samen met Catuvolcus was hij koning der Eburonen.

- de Remi in de omgeving van Reims; hebben een Gallische afkomst
- de Suessiones bij Soissons; Gallisch
- de Bellovaci rond Beauvais; Gallisch
- de Ambiani rond Amiens; Gallisch
- de Nerviërs tussen de Schelde, de Rupel en de Samber; Germaans
- de Viromandui bij Vermandois; Gallisch
- de Atrebati rond Artois; Gallisch
- de Atuatuci tussen de Nerviërs en de Eburonen; Germaans
- de Eburonen tussen de Atuatuci en de Maas; Germaans (na hun uitroeiing namen de Germaanse Tungri hun plaats in)
- de Treveri bij Trier; Germaans
- de Menapii in de delta's van de Schelde, Maas en Rijn; Germaans
- de Morinen in de kuststreek; Gallisch

Kleinere stammen:
- de Caleti-(Gallisch)
- de Condrusi-(Germaans)
- de Leuci-(Gallisch?)
- de Mediomatrici-(Gallisch?)
- de Meldi (volk)-(Gallisch)
- de Paemani-(Germaans)
- de Sunuci-(Germaans)
- de Veliocasses-(Gallisch)

(Gallisch): Gallische (Keltische) stam

(Germaans): Germaanse stam

### Romeinse periode
Horum omnium fortissimi sunt Belgae, propterea quod a cultu atque humanitate provinciae longissime absunt, minimeque ad eos mercatores saepe commeant atque ea quae ad effeminandos animos pertinent important, proximique sunt Germanis, qui trans Rhenum incolunt, quibuscum continenter bellum gerunt.

Van hen allemaal zijn de Belgen de dappersten, omdat ze het verst verwijderd wonen van de cultuur en de beschaving van de provincia, omdat er slechts zelden kooplui tot bij hen komen en dingen invoeren die bijdragen tot het verwekelijken van de geesten, en ze vlak bij de Germanen zijn, die over de Rijn wonen, en met wie ze voortdurend oorlog voeren.
— Caes., De Bell. Gall. I 3.

Dit citaat van Julius Caesar is in de jaren 1830-1839 erg populair geworden, toen het nieuw ontstane koninkrijk België op zoek was naar een eigen identiteit, in een poging onder de bevolking een 'Belgisch nationalisme' aan te wakkeren.
In 57 v.Chr. trok Caesar naar het noorden om het laatste gebied aan de Romeinse kant van de Rijn in te lijven. Dan kon de Rijn als verdedigingslijn met Germania gebruikt worden. Een eerste coalitieleger van de Belgen versloeg hij aan de Aisne, een tweede tijdens de slag aan de Sabis. Maar na enkele jaren ontstonden er opstanden tegen de Romeinse bezetter die de Romeinen zware verliezen toebrachten. Als gevolg roeide Caesar verschillende Belgische stammen uit.
Spoedig werd de provincia Belgica geromaniseerd. Het gebied werd doorkruist door een netwerk van heerbanen, waaronder de heirbaan Boulogne-Keulen. Er ontstonden ook nieuwe plaatsen. De Pax Romana kwam tot bloei. Trier en Reims groeiden uit tot belangrijke steden van het rijk. Door de handel kwamen er ook nieuwe goederen naar Belgica. Vele Romeinen emigreerden naar Belgica en zo werden culturen uitgewisseld. Deze cultuur wordt Gallo-Romeins genoemd.
Aan de Romeinse overheersing kwam vanaf de 3e eeuw een einde, met de invallen van Salische Franken en andere Germaanse stammen.